# Mouchez (cráter)

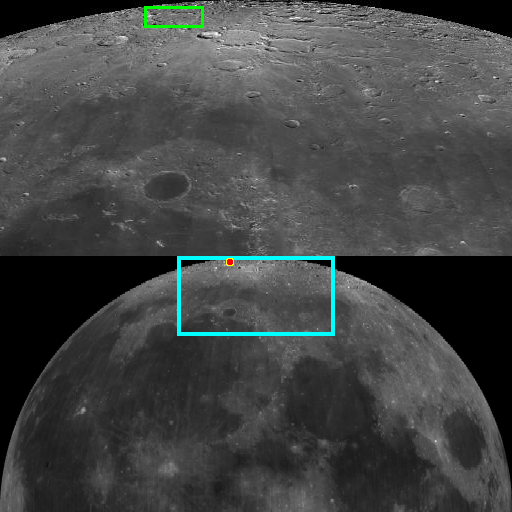
Localización de Mouchez sobre el globo lunar

Mouchez es el remanente de un cráter de impacto que se encuentra cerca de la zona norte del limbo lunar, al norte de Philolaus y al noroeste de Anaxagoras.
|  |

Casi todo el borde oriental de este cráter ha desaparecido, y el arco restante está muy desgastado y erosionado. El borde que todavía permanece forma un arco curvado que desde el sur se desarrolla en sentido horario hasta el norte-noreste. Cerca de su extremo meridional se halla el pequeño cráter Mouchez C. El interior del cráter forma una llanura plana que está marcada tan solo por numerosos cráteres diminutos y por el pequeño cráter Mouchez B.
Unido al exterior del borde sur se sitúa una réplica más pequeña de Mouchez, formando una cresta curva. En el exterior del norte se localiza el cráter inundado de lava Mouchez A, que tiene un borde casi intacto con algunos huecos en su lado noroeste.

## Cráteres satélite
Por convención estos elementos son identificados en los mapas lunares poniendo la letra en el lado del punto medio del cráter que está más cercano a Mouchez.
|         | \| Mouchez \| Coordenadas \| Diámetro \| \| ------- \| ----------------------------- \| -------- \| \| A \| 80°48′N 29°54′O / 80.8, -29.9 \| 51 km \| \| B \| 78°12′N 22°48′O / 78.2, -22.8 \| 8 km \| \| C \| 77°24′N 26°00′O / 77.4, -26.0 \| 13 km \| \| J \| 79°24′N 38°12′O / 79.4, -38.2 \| 17 km \| \| L \| 78°36′N 40°18′O / 78.6, -40.3 \| 20 km \| \| M \| 80°12′N 49°18′O / 80.2, -49.3 \| 17 km \| |          |
| Mouchez | Coordenadas | Diámetro |
| A       | 80°48′N 29°54′O / 80.8, -29.9 | 51 km    |
| B       | 78°12′N 22°48′O / 78.2, -22.8 | 8 km     |
| C       | 77°24′N 26°00′O / 77.4, -26.0 | 13 km    |
| J       | 79°24′N 38°12′O / 79.4, -38.2 | 17 km    |
| L       | 78°36′N 40°18′O / 78.6, -40.3 | 20 km    |
| M       | 80°12′N 49°18′O / 80.2, -49.3 | 17 km    |